# Algernon Percy (4. książę Northumberland)

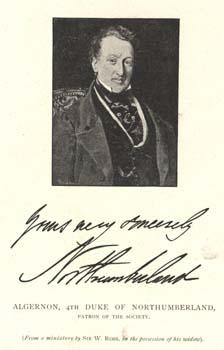
Książę Northumberland

Algernon Percy, 4. książę Northumberland KG (ur. 15 grudnia 1792, zm. 12 lutego 1865) – brytyjski arystokrata i polityk, członek Partii Konserwatywnej, minister w pierwszym rządzie lorda Derby’ego.
Był młodszym synem Hugh Percy’ego, 2. księcia Northumberland, i Frances Burrell, córki Petera Burrella. Ukończył Eton College. W 1816 r. otrzymał tytuł 1. barona Prudhoe i zasiadł w Izbie Lordów. W roku 1835 został przyjęty do St John’s College na Uniwersytecie Cambridge, gdzie uzyskał honorowy tytuł doktora prawa . Po śmierci brata w 1847 r. odziedziczył tytuł 4. księcia Northumberland. Od lutego do grudnia 1852 r. był pierwszym lordem Admiralicji.
25 sierpnia 1852 r. poślubił lady Eleanor Grosvenor (ok. 1821 – 4 maja 1911), córkę Richarda Grosvenora, 2. markiza Westminster, i lady Mary Leveson-Gower, córki 1. księcia Sutherland. Małżonkowie nie mieli razem dzieci. Po śmierci Northumberlanda w 1865 r. jego dziedzicem został jego kuzyn, lord Beverley.
Książę był przyjacielem badacza Arktyki sir Johna Franklina, który na jego cześć nazwał zatokę Prudhoe Bay na północnym wybrzeżu Alaski.
Był fundatorem Domu Marynarza w North Shields.